# Піттсборо (Міссісіпі)
Піттсборо (англ. Pittsboro) — селище (англ. village) в США, в окрузі Калгун штату Міссісіпі. Населення — 157 осіб (2020).

## Географія
Піттсборо розташоване за координатами 33°56′24″ пн. ш. 89°20′14″ зх. д. / 33.94000° пн. ш. 89.33722° зх. д. (33.940002, -89.337291).  За даними Бюро перепису населення США в 2010 році селище мало площу 2,54 км², уся площа — суходіл.

## Демографія
Згідно з переписом 2010 року, у селищі мешкали 202 особи в 70 домогосподарствах у складі 51 родини. Густота населення становила 79 осіб/км².  Було 84 помешкання (33/км²).
Расовий склад населення:
| - 79,2 % — білих - 19,3 % — чорних або афроамериканців - 0,5 % — корінних американців |

До двох чи більше рас належало 1,0 %. Частка іспаномовних становила 0,0 % від усіх жителів.
За віковим діапазоном населення розподілялося таким чином: 19,8 % — особи молодші 18 років, 66,3 % — особи у віці 18—64 років, 13,9 % — особи у віці 65 років та старші. Медіана віку мешканця становила 41,8 року. На 100 осіб жіночої статі у селищі припадало 122,0 чоловіків;  на 100 жінок у віці від 18 років та старших — 118,9 чоловіків також старших 18 років.
Середній дохід на одне домашнє господарство  становив 55 726 доларів США (медіана — 37 500), а середній дохід на одну сім'ю — 63 115 доларів (медіана — 43 125). За межею бідності перебувало 5,7 % осіб, у тому числі 0,0 % дітей у віці до 18 років та 9,7 % осіб у віці 65 років та старших.
Цивільне працевлаштоване населення становило 66 осіб. Основні галузі зайнятості: освіта, охорона здоров'я та соціальна допомога — 51,5 %, виробництво — 24,2 %, роздрібна торгівля — 9,1 %, транспорт — 4,5 %.